# Liga EBA 2022-23
La Liga EBA 2022-23 fue la 29.ª edición de la cuarta categoría del baloncesto español. La temporada comenzó el 1 de octubre de 2022 y acabó el 14 de mayo de 2023 con las eliminatorias de ascenso a LEB Plata.

## Formato
Los equipos fueron divididos, según su proximidad geográfica, en cinco conferencias,cada una de ellas formada por dos grupos:
- Conferencia A: 2 grupos de 14 equipos (A-A y A-B) de Galicia, Asturias, Cantabria, Castilla y León, Navarra, La Rioja y País Vasco.
- Conferencia B: 2 grupos de 14 equipos (B-A y B-B) de Canarias, Castilla-La Mancha y Comunidad de Madrid.
- Conferencia C: 2 grupos de 14 equipos (C-1 y C-2) de Aragón, Cataluña e Islas Baleares.
- Conferencia D: 2 grupos de 12 equipos (D-A y D-B) de Andalucía, Extremadura, Ceuta y Melilla.
- Conferencia E: 1 grupo de 14 y otro de 13 equipos (E-A y E-B) de la Comunidad Valenciana y Región de Murcia.

La participación en la fase de ascenso se definió como sigue:
| Conferencia | Equipos | 1.º                                                   | 2.º                                                   | 3.º                                              | 4.º                                            | Fase preliminar                                           |
| ----------- | ------- | ----------------------------------------------------- | ----------------------------------------------------- | ------------------------------------------------ | ---------------------------------------------- | --------------------------------------------------------- |
| A           | 3       | Mejor coef. general victorias 1.º A-A / 1.º A-B       | Peor coef. general victorias 1.º A-A / 1.º A-B        | Vencedor fase preliminar                         |                                                | - 2.º A-A - 3.º A-B - 2.º A-B - 3.º A-A - Final ganadores |
| B           | 3       | Mejor coef. general victorias 1.º B-A / 1.º B-B       | Peor coef. general victorias 1.º B-A / 1.º B-B        | Vencedor entre los mejores 2.º                   |                                                | - 2.º B-A - 2.º B-B                                       |
| C           | 4       | Mejor coef. general victorias 1.º C-1 / 1.º C-2       | Peor coef. general victorias 1.º C-1 / 1.º C-2        | Mejor coef. general victorias 2.º C-1 / 2.º C-2  | Peor coef. general victorias 2.º C-1 / 2.º C-2 |                                                           |
| D           | 3       | Vencedor fase preliminar                              | Perdedor fase preliminar peor primero.                | Vencedor fase preliminar mejor segundo.          |                                                | (A doble partido) - 1.º D-A - 1.º D-B - 2.º D-B - 2.º D-A |
| E           | 3       | Vencedor Final Conferencia de grupo 1.º E-A / 1.º E-B | Perdedor Final Conferencia de grupo 1.º E-A / 1.º E-B | Vencedor entre los mejores 2.º 2.º E-A / 2.º E-B |                                                | - 1.º E-A - 1.º E-B - 2.º E-A - 2.º E-B                   |

### Fase de ascenso
Los 16 equipos clasificados se distribuirían en dos grupos y cuatro subgrupos de esta forma:
| Grupo A    | Grupo A    | Grupo B    | Grupo B    |
| Subgrupo 1 | Subgrupo 2 | Subgrupo 3 | Subgrupo 4 |
| ---------- | ---------- | ---------- | ---------- |
| 1D         | 1E         | 1A         | 1B         |
| 2C         | 2A         | 2B         | 1C         |
| 3B         | 3C         | 2D         | 2E         |
| 3E         | 3D         | 4C         | 3A         |

En cada subgrupo jugaron todos contra todos a una sola vuelta (tres jornadas), del  jueves 11 al sábado 13 de mayo. Ascenderían a LEB Plata los cuatro campeones de los subgrupos y los dos vencedores de las eliminatorias a jugar el domingo 14 por la mañana entre los segundos clasificados de los subgrupos.

### Descensos
| Conferencia | Equipos | Definición de los descendidos                                                                |
| ----------- | ------- | -------------------------------------------------------------------------------------------- |
| A           | 8       | - 4 últimos del grupo A-A - 4 últimos del grupo A-B                                          |
| B           | 4       | - 2 últimos del grupo B-A - 2 últimos del grupo B-B                                          |
| C           | 6       | - 2 últimos del grupo C-1 - 2 últimos del grupo C-2 - 2 perdedores de la fase de permanencia |
| D           | 2       | - último del grupo D-A - último del grupo D-B                                                |
| E           | 5       | - 2 últimos del grupo E-A - último del grupo E-B - 2 perdedores de la fase de permanencia    |

## Liga regular

### Conferencia A
| Equipo                                         | Ciudad                  | Pabellón                                       |
| ---------------------------------------------- | ----------------------- | ---------------------------------------------- |
| Ereaga Clínica Dental Getxo Saski              | Guecho                  | Polideportivo Fadura                           |
| Mondragon Unibersitatea                        | Mondragón               | Iturripe Kiroldegia                            |
| CB Santurtzi SK                                | Santurce                | Polideportivo Mikel Trueba                     |
| Gipuzkoa Basket Easo B                         | San Sebastián           | Donostia Arena                                 |
| Fundación Bilbao Basket                        | Bilbao                  | Pabellón La Casilla                            |
| Tabirako Baqué                                 | Durango                 | Polideportivo Landako                          |
| Megacalzado Ardoi                              | Zizur Mayor             | Polideportivo Municipal Zizur Mayor            |
| LBC Cocinas.com                                | Logroño                 | Polideportivo Lobete                           |
| Raisan Pas Piélagos                            | Renedo                  | Pabellón Municipal Fernando Expósito           |
| Cantbasket04                                   | Santander               | Palacio de Deportes de Santander               |
| Restaurante Los Arcos CB Solares               | Solares                 | Pabellón Mies del Corro                        |
| CB La Flecha                                   | Arroyo de la Encomienda | Polideportivo Municipal La Vega                |
| Hereda-Ávila Auténtica-El Bulevar              | Ávila                   | CU Múltiples Carlos Sastre                     |
| Grupo de Santiago                              | Burgos                  | Polideportivo Municipal El Plantío             |
| Cultural y Deportiva Leonesa                   | León                    | Palacio de los Deportes de León                |
| Grupo Inmapa Filipenses                        | Palencia                | Pabellón Municipal de los Deportes de Palencia |
| Clínica Sur-Aspasia Real Valladolid Baloncesto | Valladolid              | Polideportivo Pisuerga                         |
| Obradoiro Ames B                               | Ames                    | Polideportivo Municipal O Milladoiro           |
| Santo Domingo Betanzos                         | Betanzos                | Polideportivo Municipal de Betanzos            |
| Ucoga Seguros CB Chantada                      | Chantada                | Polideportivo Municipal Chantada               |
| Mundioma Marín Ence Peixegalego                | Marín                   | Pabellón Municipal A Raña                      |
| Solgaleo Bosco Salesianos                      | Orense                  | Pabellón Municipal Remedios                    |
| Porriño Baloncesto Base Godoy Maceira          | Porriño                 | Pabellón Municipal de Porriño                  |
| Calvo Basket Xiria                             | Carballo                | Pavillón Municipal Vila de Noia                |
| Construcciones Riveira - EDM A Estrada         | La Estrada              | Pabellón Manuel Coto Ferreiro                  |
| Círculo Gijón Baloncesto                       | Gijón                   | Palacio de Deportes La Guía-Adolfo Suárez      |
| Corinto Gijón Basket                           | Gijón                   | Palacio de Deportes La Guía-Adolfo Suárez      |
| Real Grupo de Cultura Covadonga                | Gijón                   | Polideportivo Braulio García                   |

(  Ascensos/Descensos de la temporada anterior 2021-22)

#### Grupo A-A
| | Equipo                                           | J  | G  | P  | PF   | PC   | DP   | Puntos |
| --- | ------------------------------------------------ | -- | -- | -- | ---- | ---- | ---- | ------ |
| 1 | LBC Cocinas.com                                  | 26 | 24 | 2  | 2060 | 1676 | 384  | 50     |
| 2 | Ereaga Clínica Dental Getxo Saski                | 26 | 19 | 7  | 2109 | 1923 | 186  | 45     |
| 3 | Fundación Bilbao Basket                          | 26 | 16 | 10 | 2001 | 1871 | 130  | 42     |
| 4 | Cantbasket04                                     | 26 | 16 | 10 | 1938 | 1942 | -4   | 42     |
| 5 | Grupo de Santiago                                | 26 | 15 | 11 | 2063 | 2011 | 52   | 41     |
| 6 | Mondragón Unibersitatea                          | 26 | 15 | 11 | 2042 | 2021 | 21   | 41     |
| 7 | CB Santurtzi SK                                  | 26 | 14 | 12 | 1920 | 1887 | 33   | 40     |
| 8 | Gipuzkoa Basket Easo B                           | 26 | 13 | 13 | 1937 | 1931 | 6    | 39     |
| 9 | Grupo Inmapa Filipenses                          | 26 | 11 | 15 | 1989 | 2040 | -51  | 37     |
| 10 | Raisan Pas Piélagos                              | 26 | 10 | 16 | 1999 | 2023 | -24  | 36     |
| 11 | Megacalzado Ardoi                                | 26 | 9  | 17 | 1851 | 1987 | -136 | 35     |
| 12 | Tabirako Baqué                                   | 26 | 9  | 17 | 1876 | 2050 | -174 | 35     |
| 13 | Restaurante Los Arcos CB Solares                 | 26 | 8  | 18 | 1937 | 2123 | -186 | 34     |
| 14 | Clínica Sur-Aspasia Real Valladolid Baloncesto B | 26 | 3  | 23 | 1729 | 1966 | -237 | 29     |
| Fuente: Federación Española de Baloncesto: Clasificación de la Liga EBA - Grupo A-A; actualización automática |                                                  |    |    |    |      |      |      |        |

#### Grupo A-B
| | Equipo                                 | J  | G  | P  | PF   | PC   | DP   | Puntos |
| --- | -------------------------------------- | -- | -- | -- | ---- | ---- | ---- | ------ |
| 1 | Ucoga Seguros CB Chantada              | 26 | 23 | 3  | 2017 | 1529 | 488  | 49     |
| 2 | Mundioma Marín Ence Peixegalego        | 26 | 21 | 5  | 1992 | 1681 | 311  | 47     |
| 3 | Círculo Gijón Baloncesto               | 26 | 20 | 6  | 2044 | 1739 | 305  | 46     |
| 4 | Cultural y Deportiva Leonesa           | 26 | 18 | 8  | 2080 | 1827 | 253  | 44     |
| 5 | Obradoiro Ames                         | 26 | 17 | 9  | 2015 | 1712 | 303  | 43     |
| 6 | Hereda-Avila Auténtica-El Bulevard     | 26 | 16 | 10 | 1774 | 1648 | 126  | 42     |
| 7 | Corinto Gijón Basket                   | 26 | 14 | 12 | 1845 | 1842 | 3    | 40     |
| 8 | Calvo Basket Xiria                     | 26 | 11 | 15 | 1864 | 1844 | 20   | 37     |
| 9 | Solgaleo Bosco Salesianos              | 26 | 11 | 15 | 1928 | 2025 | -97  | 37     |
| 10 | PBB Godoy Maceira                      | 26 | 10 | 16 | 1765 | 1944 | -179 | 36     |
| 11 | Santo Domingo Betanzos                 | 26 | 10 | 16 | 1976 | 2072 | -96  | 36     |
| 12 | CB La Flecha                           | 26 | 6  | 20 | 1663 | 2123 | -460 | 32     |
| 13 | Construcciones Riveira - EDM A Estrada | 26 | 4  | 22 | 1647 | 2009 | -362 | 30     |
| 14 | Real Grupo de Cultura Covadonga        | 26 | 1  | 25 | 1607 | 2222 | -615 | 27     |
| Fuente: Federación Española de Baloncesto: Clasificación de la Liga EBA - Grupo A-B; actualización automática |                                        |    |    |    |      |      |      |        |

##### Determinación del primer clasificado
Los equipos clasificados en el primer puesto de cada uno los grupos A-A y A-B pasaron directamente a la fase final de ascenso a LEB Plata.
Para determinar el orden de los equipos que se clasificarían para la fase de ascenso a LEB Plata, en las condiciones que determine la Federación Española de Baloncesto, se establecieron los siguientes criterios:
- 1.º: Equipo con mejor coeficiente general de victorias en la clasificación final (partidos ganados/partidos perdidos) de los 1.º clasificados de cada grupo "A-A" y "A-B".
- 2.º: Equipo con peor coeficiente general de victorias en la clasificación final (partidos ganados/partidos perdidos) de los 1.º clasificados de cada grupo "A-A" y "A-B".

Si el coeficiente entre ambos equipos fuese el mismo, se tendría en cuenta la diferencia de tantos a favor y en contra, en la clasificación final de la liga regular de cada uno de los dos grupos.

#### Grupo A-Final a cuatro
En esta temporada 2022-23 la clasificación de la Final four se celebró en el campo del Getxo Saski (2.º clasificado del grupo A-A), cada temporada se iría rotando el grupo para ir alternado la sede. El ganador se clasificaría para la fase de ascenso a LEB Plata.
|  | Fase 1/2 Final      | Fase 1/2 Final                    | Fase 1/2 Final      |                                 |         | Final                                            | Final                                            | Final                                            |  |
|  | 29 de abril de 2023 | 29 de abril de 2023               | 29 de abril de 2023 |                                 |         | 30 de abril de 2023 Ganador pasa a la fase final | 30 de abril de 2023 Ganador pasa a la fase final | 30 de abril de 2023 Ganador pasa a la fase final |  |
|  |                     |                                   |                     |                                 |         |                                                  |                                                  |                                                  |  |
|  |                     |                                   |                     |                                 |         |                                                  |                                                  |                                                  |  |
|  | 2.º A-A             | Ereaga Clínica Dental Getxo Saski | 70                  |                                 |         |                                                  |                                                  |                                                  |  |
|  | 2.º A-A             | Ereaga Clínica Dental Getxo Saski | 70                  |                                 |         |                                                  |                                                  |                                                  |  |
|  | 3.º A-B             | Círculo Gijón Baloncesto          | 71                  |                                 |         |                                                  |                                                  |                                                  |  |
|  | 3.º A-B             | Círculo Gijón Baloncesto          | 71                  |                                 | 3.º A-B | Círculo Gijón Baloncesto                         | 49                                               |                                                  |  |
|  |                     |                                   |                     |                                 | 3.º A-B | Círculo Gijón Baloncesto                         | 49                                               |                                                  |  |
|  |                     |                                   | 2.º A-B             | Mundioma Marín Ence Peixegalego | 54      |                                                  |                                                  |                                                  |  |
|  | 2.º A-B             | Mundioma Marín Ence Peixegalego   | 2.º A-B             | Mundioma Marín Ence Peixegalego | 54      | 68                                               |                                                  |                                                  |  |
|  | 2.º A-B             | Mundioma Marín Ence Peixegalego   |                     |                                 |         | 68                                               |                                                  |                                                  |  |
|  | 3.º A-A             | Fundación Bilbao Basket B         | 58                  |                                 |         |                                                  |                                                  |                                                  |  |
|  | 3.º A-A             | Fundación Bilbao Basket B         | 58                  |                                 |         |                                                  |                                                  |                                                  |  |
|  |                     |                                   |                     |                                 |         |                                                  |                                                  |                                                  |  |

#### Participantes a la Fase final de la conferencia A
| Bandera de La Rioja (España) | Bandera de Galicia        | Bandera de Galicia              |
| LBC Cocinas.com              | Ucoga Seguros CB Chantada | Mundioma Marín Ence Peixegalego |
| Clasificado como 1.º A       | Clasificado como 2.º A    | Clasificado como 3.º A          |
| ---------------------------- | ------------------------- | ------------------------------- |

### Conferencia B
| Equipo                            | Ciudad                      | Pabellón                                    |
| --------------------------------- | --------------------------- | ------------------------------------------- |
| Zentro Basket Madrid              | Madrid                      | Polideportivo Municipal Antonio Díaz-Miguel |
| Baloncesto Alcalá                 | Alcalá de Henares           | Ciudad Deportiva Espartales                 |
| NCS Alcobendas                    | Alcobendas                  | Pabellón Antela Parada                      |
| CB Fuenlabrada B                  | Fuenlabrada                 | Pabellón El Arroyo                          |
| Real Madrid B                     | Madrid                      | Ciudad Real Madrid                          |
| Movistar Estudiantes B            | Madrid                      | Pabellón Movistar Academy Magariños         |
| Estudio                           | Madrid                      | Pabellón Paco Hernández                     |
| Majadahonda                       | Majadahonda                 | Pabellón Príncipe Felipe                    |
| CB Pozuelo                        | Pozuelo de Alarcón          | Pabellón El Torreón                         |
| Uros de Rivas                     | Rivas-Vaciamadrid           | Pabellón Cerro del Telégrafo                |
| Jofemesa ADC Boadilla             | Boadilla del Monte          | Pabellón Rey Felipe VI                      |
| CB Getafe                         | Getafe                      | Pabellón Juan de la Cierva                  |
| Sun Chlorella Dragons             | Madrid                      | Polideportivo Municipal Antonio Díaz-Miguel |
| Pintobasket                       | Pinto                       | Pabellón Príncipes de Asturias              |
| Baloncesto Torrelodones           | Torrelodones                | Pabellón Grande Torrelodones                |
| Spanish Basketball Academy        | Villaviciosa de Odón        | Pabellón Andrés Casado (Getafe)             |
| Lujisa Guadalajara Basket         | Guadalajara                 | Polideportivo San José                      |
| CD Basket Globalcaja Quintanar    | Quintanar del Rey           | Pabellón Ángel Lancho                       |
| Cabezuelo CB Socuéllamos          | Socuéllamos                 | Pabellón Roberto Parra                      |
| Autocares Rodríguez Daimiel       | Daimiel                     | Pabellón Municipal de Daimiel               |
| Doña Ramoncita CB La Solana       | La Solana                   | Pabellón Antonio Serrano                    |
| Tobarra Gasóleos Sánchez y Murcia | Tobarra                     | Pabellón de la Granja                       |
| Transportes Gobra Güímar          | Güímar                      | Pabellón Municipal Quique Ruiz              |
| CB La Matanza                     | La Matanza de Acentejo      | Pabellón Municipal La Matanza de Acentejo   |
| Náutico Tenerife                  | Santa Cruz de Tenerife      | Pabellón Real Club Náutico de Tenerife      |
| CB Aridane                        | Los Llanos de Aridane       | Pabellón Severo Rodríguez                   |
| Inmobiliaria Gálvez Santa Cruz    | Santa Cruz de Tenerife      | Pabellón Municipal Quico Cabrera            |
| CB Valsequillo                    | Valsequillo de Gran Canaria | Pabellón El Mercadillo                      |

(  Ascensos/Descensos de la temporada anterior 2021-22)

#### Grupo B-A
| | Equipo                         | J  | G  | P  | PF   | PC   | DP   | Puntos |
| --- | ------------------------------ | -- | -- | -- | ---- | ---- | ---- | ------ |
| 1 | Real Madrid B                  | 26 | 26 | 0  | 2269 | 1605 | 664  | 52     |
| 2 | Cabezuelo CB Socuéllamos       | 26 | 19 | 7  | 1889 | 1700 | 189  | 45     |
| 3 | Uros de Rivas                  | 26 | 17 | 9  | 1918 | 1693 | 225  | 43     |
| 4 | Náutico Tenerife               | 26 | 17 | 9  | 2002 | 1883 | 119  | 43     |
| 5 | Autocares Rodríguez Daimiel    | 26 | 17 | 9  | 1824 | 1812 | 12   | 43     |
| 6 | Baloncesto Alcalá              | 26 | 16 | 10 | 2171 | 2012 | 159  | 42     |
| 7 | Zentro Basket Madrid           | 26 | 16 | 10 | 2172 | 2048 | 124  | 42     |
| 8 | CB Aridane                     | 26 | 12 | 14 | 1816 | 1776 | 40   | 38     |
| 9 | CB Getafe                      | 26 | 11 | 15 | 1946 | 1968 | -22  | 37     |
| 10 | Majadahonda                    | 26 | 10 | 16 | 1827 | 1976 | -149 | 36     |
| 11 | Doña Ramoncita CB La Solana    | 26 | 7  | 19 | 1914 | 2227 | -313 | 33     |
| 12 | Estudio                        | 26 | 6  | 20 | 1715 | 1955 | -240 | 32     |
| 13 | Inmobiliaria Gálvez Santa Cruz | 26 | 6  | 20 | 1858 | 2022 | -164 | 32     |
| 14 | Spanish Basketball Academy     | 26 | 2  | 24 | 1672 | 2316 | -644 | 28     |
| Fuente: Federación Española de Baloncesto: Clasificación de la Liga EBA - Grupo B-A; actualización automática |                                |    |    |    |      |      |      |        |

#### Grupo B-B
| | Equipo                            | J  | G  | P  | PF   | PC   | DP   | Puntos |
| --- | --------------------------------- | -- | -- | -- | ---- | ---- | ---- | ------ |
| 1 | NCS Alcobendas                    | 26 | 26 | 0  | 2271 | 1827 | 444  | 52     |
| 2 | Movistar Estudiantes B            | 26 | 18 | 8  | 2065 | 1766 | 299  | 44     |
| 3 | Lujisa Guadalajara Basket         | 26 | 18 | 8  | 2159 | 1915 | 244  | 44     |
| 4 | CD Basket Globalcaja Quintanar    | 26 | 17 | 9  | 2052 | 1903 | 149  | 43     |
| 5 | CB La Matanza                     | 26 | 16 | 10 | 2072 | 1847 | 225  | 42     |
| 6 | Transportes Gobra Güímar          | 26 | 12 | 14 | 1973 | 1992 | -19  | 38     |
| 7 | CB Pozuelo                        | 26 | 12 | 14 | 1929 | 2055 | -126 | 38     |
| 8 | Sun Chlorella Dragons*            | 26 | 13 | 13 | 2059 | 1968 | 91   | 38     |
| 9 | CB Fuenlabrada B                  | 26 | 11 | 15 | 1836 | 1898 | -62  | 37     |
| 10 | CB Valsequillo                    | 26 | 11 | 15 | 1881 | 2125 | -244 | 37     |
| 11 | Baloncesto Torrelodones           | 26 | 10 | 16 | 1781 | 1943 | -162 | 36     |
| 12 | Tobarra Gasóleos Sánchez y Murcia | 26 | 9  | 17 | 1819 | 2026 | -207 | 35     |
| 13 | Pintobasket                       | 26 | 6  | 20 | 1788 | 2004 | -216 | 32     |
| 14 | Jofemesa ADC Boadilla             | 26 | 3  | 23 | 1813 | 2229 | -416 | 29     |
| Fuente: Federación Española de Baloncesto: Clasificación de la Liga EBA - Grupo B-B; actualización automática |                                   |    |    |    |      |      |      |        |

(*) Un punto menos por sanción

#### Grupo B-Mejor 2.º
El primero de cada grupo más el vencedor de una eliminatoria a partido único entre los segundos clasificados en el campo del equipo con mejor clasificación obtuvieron el pase a la Fase final.
|  | Clasifica como 3.º B   |    |
|  |                        |    |
|  | 6 de mayo de 2023      |    |
|  |                        |    |
|  | Movistar Estudiantes B | 69 |
|  | Movistar Estudiantes B | 69 |
|  | Uros de Rivas          | 74 |
|  | Uros de Rivas          | 74 |

#### Participantes a la Fase final de la conferencia B
| Bandera de la Comunidad de Madrid | Bandera de Castilla-La Mancha | Bandera de la Comunidad de Madrid |
| NCS Alcobendas                    | Cabezuelo CB Socuéllamos      | Uros de Rivas                     |
| Clasificado como 1.º B            | Clasificado como 2.º B        | Clasificado como 3.º B            |
| --------------------------------- | ----------------------------- | --------------------------------- |

### Conferencia C
| Equipo                                    | Ciudad                  | Pabellón                                         |
| ----------------------------------------- | ----------------------- | ------------------------------------------------ |
| Barça B                                   | Barcelona               | Ciutat Esportiva Joan Gamper                     |
| SE Santa Eulàlia                          | Barcelona               | Poliesportiu Virrei Amat                         |
| Plus Ultra Seguros Roser                  | Barcelona               | Centre Esportiu Municipal Estació del Nord       |
| FC Martinenc Bàsquet                      | Barcelona               | Pavelló Municipal de Guinardó                    |
| Joventut Badalona B                       | Badalona                | Palau Municipal d'Esports de Badalona            |
| BBA. Castelldefels                        | Castelldefels           | Pabellón Can Vinader                             |
| Tenea - CB Esparreguera                   | Esparraguera            | Pavelló Ramón Martí                              |
| Bàsquet Girona B                          | Gerona                  | Pavelló Parroquial Ramón Sitjà                   |
| Monbus CB Igualada SMA                    | Igualada                | Pavelló Municipal de les Comes                   |
| Sol Gironès Bisbal Bàsquet                | La Bisbal d'Empordà     | Pavelló Municipal d'Esports                      |
| CB Martorell                              | Martorell               | Pavelló Esportiu Municipal                       |
| UE Mataró - Homs                          | Mataró                  | Palau d'Esports Josep Mora                       |
| Mataró Parc Boet                          | Mataró                  | Poliesportiu Municipal Eusebi Millán             |
| CB Navàs Viscola                          | Navás                   | Pavelló Municipal d'Esports                      |
| CB Quart-Germans Cruz                     | Quart                   | Pavelló Municipal de Quart                       |
| Pajarraco CB Santfeliuenc                 | Sant Feliu de Llobregat | Palau Municipal d'Esports Juan Carlos Navarro    |
| Ibersol CB Tarragona                      | Tarragona               | Pavelló Municipal el Serrallo                    |
| CB Valls Optiques Teixidó                 | Valls                   | Pabellón Joana Ballart                           |
| CB Vic - Universitat de Vic               | Vic                     | Pabellón Municipal Castell d'en Planes           |
| CB Granollers – Pisos.com                 | Granollers              | Pabellón CB Granollers                           |
| Posperplast Alfindén                      | La Puebla de Alfindén   | Polideportivo Municipal de la Puebla de Alfindén |
| Azulejos Moncayo CB Zaragoza              | Zaragoza                | Pabellón CDM Mudéjar                             |
| Patria Hispana Seguros Almozara           | Zaragoza                | Pabellón CDM siglo XXI                           |
| Anagán – El Olivar                        | Zaragoza                | Pabellón Polideportivo Estadio Miralbueno Olivar |
| CN Helios                                 | Zaragoza                | Centro Natación Helios                           |
| Pinta B CB Es Castell                     | Es Castell              | Pavelló Esportiu Municipal Sergio Llull          |
| Palmer Basket Mallorca                    | Llucmajor               | Polideportivo Municipal de Llucmajor             |
| Pancho Rentals Visit Calvià Agora Portals | Portals Nous            | Agora Portals Sport Center                       |

(  Ascensos/Descensos de la temporada anterior 2021-22)

#### Grupo C-1
| | Equipo                                    | J  | G  | P  | PF   | PC   | DP   | Puntos |
| --- | ----------------------------------------- | -- | -- | -- | ---- | ---- | ---- | ------ |
| 1 | Palmer Basket Mallorca                    | 26 | 23 | 3  | 2262 | 1809 | 453  | 49     |
| 2 | UE Mataró - Homs                          | 26 | 23 | 3  | 2134 | 1812 | 322  | 49     |
| 3 | CB Vic - Universitat de Vic               | 26 | 21 | 5  | 1996 | 1673 | 323  | 47     |
| 4 | Sol Gironès Bisbal Bàsquet                | 26 | 16 | 10 | 2056 | 1847 | 209  | 42     |
| 5 | Mataró Parc Boet                          | 26 | 16 | 10 | 1970 | 1842 | 128  | 42     |
| 6 | Joventut Badalona B                       | 26 | 14 | 12 | 1952 | 1855 | 97   | 40     |
| 7 | Prosperplast Alfidén                      | 26 | 14 | 12 | 1997 | 2020 | -23  | 40     |
| 8 | Bàsquet Girona B                          | 26 | 14 | 12 | 1976 | 1913 | 63   | 40     |
| 9 | BBA Castelldefels                         | 26 | 12 | 14 | 1905 | 1964 | -59  | 38     |
| 10 | CB Martorell                              | 26 | 9  | 17 | 1912 | 2027 | -115 | 35     |
| 11 | CB Quart-Germans Cruz                     | 26 | 7  | 19 | 1688 | 1938 | -250 | 33     |
| 12 | Azulejos Moncayo CB Zaragoza              | 26 | 6  | 20 | 1781 | 1949 | -168 | 32     |
| 13 | Patria Hispana Seguros Almozara           | 26 | 6  | 20 | 1633 | 1954 | -321 | 32     |
| 14 | Pancho Rentals Visit Calvià Agora Portals | 26 | 1  | 25 | 1642 | 2301 | -659 | 27     |
| Fuente: Federación Española de Baloncesto: Clasificación de la Liga EBA - Grupo C-1; actualización automática |                                           |    |    |    |      |      |      |        |

#### Grupo C-2
| | Equipo                    | J  | G  | P  | PF   | PC   | DP   | Puntos |
| --- | ------------------------- | -- | -- | -- | ---- | ---- | ---- | ------ |
| 1 | Pajarraco CB Santfeliuenc | 26 | 21 | 5  | 2233 | 1864 | 369  | 47     |
| 2 | Barça B                   | 26 | 20 | 6  | 1952 | 1612 | 340  | 46     |
| 3 | Ibersol CB Tarragona      | 26 | 17 | 9  | 1840 | 1773 | 67   | 43     |
| 4 | CB Valls Optiques Teixidó | 26 | 16 | 10 | 1917 | 1775 | 142  | 42     |
| 5 | Plus Ultra Seguros Roser  | 26 | 14 | 12 | 1787 | 1754 | 33   | 40     |
| 6 | SE Santa Eulàlia          | 26 | 13 | 13 | 1835 | 1916 | -81  | 39     |
| 7 | CB Navàs Viscola          | 26 | 13 | 13 | 1869 | 1843 | 26   | 39     |
| 8 | Anagán-El Olivar          | 26 | 12 | 14 | 1721 | 1798 | -77  | 38     |
| 9 | CB Granollers-Pisos.com   | 26 | 12 | 14 | 1848 | 1967 | -119 | 38     |
| 10 | Monbus CB Igualada SMA    | 26 | 11 | 15 | 1714 | 1818 | -104 | 37     |
| 11 | FC Martinenc Bàsquet      | 26 | 11 | 15 | 1938 | 1891 | 47   | 37     |
| 12 | Pinta B CB Es Castell     | 26 | 10 | 16 | 1786 | 1849 | -63  | 36     |
| 13 | Tenea - CB Esparreguera   | 26 | 10 | 16 | 1725 | 1853 | -128 | 36     |
| 14 | CN Helios                 | 26 | 2  | 24 | 1614 | 2066 | -452 | 28     |
| Fuente: Federación Española de Baloncesto: Clasificación de la Liga EBA - Grupo C-2; actualización automática |                           |    |    |    |      |      |      |        |

#### Grupo C-Permanencia
|  | Eliminatoria de permanencia                            | Eliminatoria de permanencia  | Eliminatoria de permanencia | Eliminatoria de permanencia |                      |  | Descienden | Descienden | Descienden |  |
|  | 6, 7 de mayo de 2023 (ida) 13 de mayo de 2023 (vuelta) |                              |                             |                             |                      |  |            |            |            |  |
|  |                                                        |                              |                             |                             |                      |  |            |            |            |  |
|  |                                                        |                              |                             |                             |                      |  |            |            |            |  |
|  | 12.º C-1                                               | Azulejos Moncayo CB Zaragoza | 69                          | 75                          |                      |  |            |            |            |  |
|  | 12.º C-1                                               | Azulejos Moncayo CB Zaragoza | 69                          | 75                          |                      |  |            |            |            |  |
|  | 11.º C-2                                               | FC Martinenc Bàsquet         | 71                          | 70                          |                      |  |            |            |            |  |
|  | 11.º C-2                                               | FC Martinenc Bàsquet         | 71                          | 70                          | FC Martinenc Bàsquet |  |            |            |            |  |
|  |                                                        |                              |                             |                             |                      |  |            |            |            |  |
|  |                                                        |                              | CB Quart-Germans Cruz       |                             |                      |  |            |            |            |  |
|  | 12.º C-2                                               | Pinta B CB Es Castell        | 84                          | 65                          |                      |  |            |            |            |  |
|  | 12.º C-2                                               | Pinta B CB Es Castell        | 84                          | 65                          |                      |  |            |            |            |  |
|  | 11.º C-1                                               | CB Quart-Germans Cruz        | 61                          | 78                          |                      |  |            |            |            |  |
|  | 11.º C-1                                               | CB Quart-Germans Cruz        | 61                          | 78                          |                      |  |            |            |            |  |
|  |                                                        |                              |                             |                             |                      |  |            |            |            |  |

#### Participantes a la Fase final de la conferencia C
| Bandera de las Islas Baleares | Bandera de Cataluña       | Bandera de Cataluña    | Bandera de Cataluña    |
| Palmer Basket Mallorca        | Pajarraco CB Santfeliuenc | UE Mataró - Homs       | Ibersol CB Tarragona   |
| Clasificado como 1.º C        | Clasificado como 2.º C    | Clasificado como 3.º C | Clasificado como 4.º C |
| ----------------------------- | ------------------------- | ---------------------- | ---------------------- |

### Conferencia D
| Equipo                                | Ciudad                    | Pabellón                                       |
| ------------------------------------- | ------------------------- | ---------------------------------------------- |
| Hospital Ochoa CB Marbella            | Marbella                  | Polideportivo Bello Horizonte "Carlos Cabezas" |
| Colegio El Pinar                      | Alhaurín de la Torre      | Polideportivo Colegio El Pinar                 |
| Ecoculture Costa de Almería           | Almería                   | Pabellón Moisés Ruiz                           |
| Benahavís Costa del Sol               | Benahavís                 | Pabellón Municipal de Benahavís                |
| Eiffage CB Ciudad de Dos Hermanas     | Dos Hermanas              | Polideportivo Los Montecillos                  |
| Baublock Gymnástica                   | El Puerto de Santa María  | Pabellón Ramón Velázquez                       |
| Huelva Comercio Viridis               | Huelva                    | Polideportivo Andrés Estrada                   |
| Ciudad de Huelva                      | Huelva                    | Polideportivo Andrés Estrada                   |
| Jaén Paraíso Interior CB              | Jaén                      | Pabellón Municipal La Salobreja                |
| Oh!Tels ULB                           | La Línea de la Concepción | Pabellón Municipal La Línea de la Concepción   |
| Tu Súper CB La Zubía                  | La Zubia                  | Pabellón Municipal 11 de Marzo                 |
| Unicaja Andalucía B                   | Málaga                    | Pabellón José María Martín Urbano              |
| CB Novaschool Rincón de la Victoria   | Rincón de la Victoria     | Pabellón Novaschool Añoreta                    |
| CB San Fernando Growup Capital Bank   | San Fernando              | Pabellón Municipal El Parque                   |
| Bodegón Andalucía CB Cimbis           | San Fernando              | Ciudad Deportiva Bahía Sur                     |
| Real Betis Baloncesto B               | Sevilla                   | Pabellón Andrés Jimenéz                        |
| PMD Aljaraque                         | Aljaraque                 | Pabellón Municipal de Deportes de Aljaraque    |
| UCB Camper Eurogaza                   | Córdoba                   | IDM Valdeolleros                               |
| Vikingos Syngenta - B. Murgi          | El Ejido                  | Pabellón Municipal de Deportes El Ejido        |
| City of Badajoz Academy               | Badajoz                   | Polideportivo Colegio de Maristas              |
| Torta del Casar Extremadura B         | Cáceres                   | Pabellón Multiusos Ciudad de Cáceres           |
| Lithium Iberia Sagrado Corazón        | Cáceres                   | Pabellón Multiusos Ciudad de Cáceres           |
| Modular Moraleja                      | Moraleja                  | Pabellón Adolfo Suárez                         |
| Melilla Sport Capital Enrique Soler B | Melilla                   | Pabellón Guillermo García Pezzi                |

(  Ascensos/Descensos de la temporada anterior 2021-22)

#### Grupo D-A
| | Equipo                                | J  | G  | P  | PF   | PC   | DP   | Puntos |
| --- | ------------------------------------- | -- | -- | -- | ---- | ---- | ---- | ------ |
| 1 | Colegio El Pinar                      | 22 | 15 | 7  | 1606 | 1514 | 92   | 37     |
| 2 | Tu Súper CB La Zubia                  | 22 | 14 | 8  | 1603 | 1511 | 92   | 36     |
| 3 | Jaén Paraíso Interior CB              | 22 | 14 | 8  | 1686 | 1606 | 80   | 36     |
| 4 | Ecoculture Costa de Almería           | 22 | 14 | 8  | 1736 | 1501 | 235  | 36     |
| 5 | Oh!Tels ULB                           | 22 | 13 | 9  | 1589 | 1512 | 77   | 35     |
| 6 | UCB Camper Eurogaza                   | 22 | 12 | 10 | 1558 | 1580 | -22  | 34     |
| 7 | Vikingos Syngenta - B. Murgi          | 22 | 9  | 13 | 1584 | 1736 | -152 | 31     |
| 8 | CB Novaschool Rincón de la Victoria   | 22 | 9  | 13 | 1625 | 1671 | -46  | 31     |
| 9 | Benahavís Costa del Sol               | 22 | 9  | 13 | 1504 | 1617 | -113 | 31     |
| 10 | Hospital Ochoa CB Marbella            | 22 | 8  | 14 | 1471 | 1448 | 23   | 30     |
| 11 | Unicaja Andalucía B                   | 22 | 8  | 14 | 1664 | 1796 | -132 | 30     |
| 12 | Melilla Sport Capital Enrique Soler B | 22 | 7  | 15 | 1620 | 1754 | -134 | 29     |
| Fuente: Federación Española de Baloncesto: Clasificación de la Liga EBA - Grupo D-A; actualización automática |                                       |    |    |    |      |      |      |        |

#### Grupo D-B
| | Equipo                            | J  | G  | P  | PF   | PC   | DP   | Puntos |
| --- | --------------------------------- | -- | -- | -- | ---- | ---- | ---- | ------ |
| 1 | Ciudad de Huelva                  | 22 | 21 | 1  | 1893 | 1366 | 527  | 43     |
| 2 | Huelva Comercio Viridis           | 22 | 20 | 2  | 1943 | 1489 | 454  | 42     |
| 3 | Lithium Iberia Sagrado Corazón    | 22 | 16 | 6  | 1765 | 1518 | 247  | 38     |
| 4 | City of Badajoz Academy           | 22 | 16 | 6  | 1687 | 1578 | 109  | 38     |
| 5 | PMD Aljaraque                     | 22 | 13 | 9  | 1767 | 1757 | 10   | 35     |
| 6 | CBSFDO Growup Capital Bank        | 22 | 13 | 9  | 1628 | 1550 | 78   | 35     |
| 7 | Eiffage CB Ciudad de Dos Hermanas | 22 | 10 | 12 | 1595 | 1584 | 11   | 32     |
| 8 | Torta del Casar Extremadura B     | 22 | 8  | 14 | 1556 | 1622 | -66  | 30     |
| 9 | Real Betis Baloncesto B           | 22 | 6  | 16 | 1516 | 1723 | -207 | 28     |
| 10 | Modular Moraleja                  | 22 | 4  | 18 | 1455 | 1830 | -375 | 26     |
| 11 | Baublock Gymnástica               | 22 | 4  | 18 | 1487 | 1830 | -343 | 26     |
| 12 | Bodegón Andalucía CB Cimbis       | 22 | 1  | 21 | 1370 | 1815 | -445 | 23     |
| Fuente: Federación Española de Baloncesto: Clasificación de la Liga EBA - Grupo D-B; actualización automática |                                   |    |    |    |      |      |      |        |

#### Grupo D-Ascenso
|  | Eliminatoria Fase Final                                   | Eliminatoria Fase Final       | Eliminatoria Fase Final | Eliminatoria Fase Final |  |  | Clasificados a la Fase final | Clasificados a la Fase final | Clasificados a la Fase final |  |
|  | 15 de abril de 2023 (ida) 22-23 de abril de 2023 (vuelta) |                               |                         |                         |  |  |                              |                              |                              |  |
|  |                                                           |                               |                         |                         |  |  |                              |                              |                              |  |
|  |                                                           |                               |                         |                         |  |  |                              |                              |                              |  |
|  | 1.º D-A                                                   | Colegio El Pinar (2.º)        | 61                      | 64                      |  |  |                              |                              |                              |  |
|  | 1.º D-A                                                   | Colegio El Pinar (2.º)        | 61                      | 64                      |  |  |                              |                              |                              |  |
|  | 1.º D-B                                                   | Ciudad de Huelva (1.º)        | 76                      | 71                      |  |  |                              |                              |                              |  |
|  | 1.º D-B                                                   | Ciudad de Huelva (1.º)        | 76                      | 71                      |  |  |                              |                              |                              |  |
|  |                                                           |                               |                         |                         |  |  |                              |                              |                              |  |
|  |                                                           |                               |                         |                         |  |  |                              |                              |                              |  |
|  | 2.º D-A                                                   | Tu Súper CB La Zubia          | 66                      | 63                      |  |  |                              |                              |                              |  |
|  | 2.º D-A                                                   | Tu Súper CB La Zubia          | 66                      | 63                      |  |  |                              |                              |                              |  |
|  | 2.º D-B                                                   | Huelva Comercio Viridis (3.º) | 71                      | 69                      |  |  |                              |                              |                              |  |
|  | 2.º D-B                                                   | Huelva Comercio Viridis (3.º) | 71                      | 69                      |  |  |                              |                              |                              |  |
|  |                                                           |                               |                         |                         |  |  |                              |                              |                              |  |

#### Participantes a la Fase final de la conferencia D
| Bandera de Andalucía   | Bandera de Andalucía   | Bandera de Andalucía    |
| Ciudad de Huelva       | Colegio El Pinar       | Huelva Comercio Viridis |
| Clasificado como 1.º D | Clasificado como 2.º D | Clasificado como 3.º D  |
| ---------------------- | ---------------------- | ----------------------- |

### Conferencia E
| Equipo                                  | Ciudad                | Pabellón                                   |
| --------------------------------------- | --------------------- | ------------------------------------------ |
| Valencia BC B                           | Valencia              | Alquería del Basket                        |
| CB Aldaia                               | Aldaya                | Pabellón Municipal Jaume Orti Aldaia       |
| Proyme Alginet B                        | Alginet               | Pabellón Municipal Alginet                 |
| Lucentum Alicante B                     | Alicante              | Centre de Tecnificació Esportiva d'Alacant |
| SCD Carolinas                           | Alicante              | Pabellón Florida Babel                     |
| Servigroup Benidorm                     | Benidorm              | Palacio Deportes L'Illa de Benidorm        |
| CB Ifach Calpe                          | Calpe                 | Complejo Deportivo Municipal Calpe         |
| TAU Castelló B                          | Castellón de la Plana | Pabellón Municipal Ciutat de Castelló      |
| CB Ilicitano - Caja Rural Central       | Elche                 | Pabellón Esperanza Lag                     |
| Proinbeni UPB Gandía                    | Gandía                | Pabellón Municipal de Gandía               |
| Refitel Bàsquet Llíria                  | Liria                 | Pabellón Pla del Arc                       |
| NB Paterna Power Electronics            | Paterna               | Pabellón Municipal Paterna                 |
| CB Puerto Sagunto                       | Puerto de Sagunto     | Pabellón Municipal José Veral              |
| Club Bàsquet Sueca Fustes Bonet         | Sueca                 | Nou Pavelló Oliveretes                     |
| CB Tabernes Blanques - Fernando Gil     | Tabernes Blanques     | Pabellón Municipal Tabernes Blanques       |
| NB Torrent                              | Torrente              | Pabellón Municipal El Vedat                |
| Picken Claret                           | Valencia              | Pabellón Municipal Benimaclet              |
| Esportiu Bàsquet Vila-real              | Villarreal            | Pabellón Bancaixa                          |
| Jovens L'Eliana                         | La Eliana             | Pabellón Municipal La Eliana               |
| CBC Manises-Quart                       | Manises               | Pabellón Municipal Alberto Arnal Andrés    |
| CB Jorge Juan Tártaros Gonzalo Castelló | Novelda               | Pabellón Municipal La Magdalena            |
| ESET Ontinet                            | Onteniente            | Pabellón Fernando Rubio                    |
| La Salud Archena                        | Archena               | Pabellón Joaquín López Fontes              |
| Organic Ager CB Begastri                | Cehegín               | Pabellón Ana Carrasco                      |
| Sercomosa Molina Basket                 | Molina de Segura      | Pabellón Serrerías                         |
| UCAM Murcia CB B                        | Murcia                | Palacio de los Deportes de Murcia          |
| AD Infante                              | Murcia                | Pabellón Infante                           |

(  Ascensos/Descensos de la temporada anterior 2021-22)

#### Grupo E-A
| | Equipo                              | J  | G  | P  | PF   | PC   | DP   | Puntos |
| --- | ----------------------------------- | -- | -- | -- | ---- | ---- | ---- | ------ |
| 1 | Refitel Bàsquet Llíria              | 26 | 23 | 3  | 2100 | 1680 | 420  | 49     |
| 2 | CB Puerto Sagunto                   | 26 | 20 | 6  | 1962 | 1664 | 298  | 46     |
| 3 | Esportiu Bàsquet Vila-real          | 26 | 19 | 7  | 1952 | 1670 | 282  | 45     |
| 4 | Club Bàsquet Sueca Fustes Bonet     | 26 | 18 | 8  | 1719 | 1553 | 166  | 44     |
| 5 | NB Torrent                          | 26 | 16 | 10 | 1799 | 1733 | 66   | 42     |
| 6 | Picken Claret                       | 26 | 15 | 11 | 1793 | 1696 | 97   | 41     |
| 7 | TAU Castelló B                      | 26 | 13 | 13 | 1876 | 1898 | -22  | 39     |
| 8 | Valencia BC B                       | 26 | 12 | 14 | 1929 | 2084 | -155 | 38     |
| 9 | CB Tabernes Blanques - Fernando Gil | 26 | 10 | 16 | 1795 | 1945 | -150 | 36     |
| 10 | NB Paterna Power Electronics        | 26 | 10 | 16 | 1694 | 1785 | -91  | 36     |
| 11 | CB Aldaia                           | 26 | 9  | 17 | 1627 | 1743 | -116 | 35     |
| 12 | CBC Manises-Quart                   | 26 | 8  | 18 | 1819 | 1927 | -108 | 34     |
| 13 | Proyme Alginet B                    | 26 | 6  | 20 | 1694 | 1997 | -303 | 32     |
| 14 | Jovens L'Eliana                     | 26 | 3  | 23 | 1579 | 1963 | -384 | 29     |
| Fuente: Federación Española de Baloncesto: Clasificación de la Liga EBA - Grupo E-A; actualización automática |                                     |    |    |    |      |      |      |        |

#### Grupo E-B
| | Equipo                                  | J  | G  | P  | PF   | PC   | DP   | Puntos |
| --- | --------------------------------------- | -- | -- | -- | ---- | ---- | ---- | ------ |
| 1 | Proinbeni UPB Gandía                    | 24 | 22 | 2  | 1839 | 1483 | 356  | 46     |
| 2 | Sercomosa Molina Basket                 | 24 | 20 | 4  | 1814 | 1561 | 253  | 44     |
| 3 | La Salud Archena                        | 24 | 17 | 7  | 1799 | 1635 | 164  | 41     |
| 4 | UCAM Murcia CB B                        | 24 | 16 | 8  | 1848 | 1707 | 141  | 40     |
| 5 | Servigroup Benidorm                     | 24 | 16 | 8  | 1728 | 1658 | 70   | 40     |
| 6 | Lucentum Alicante B                     | 24 | 15 | 9  | 1769 | 1666 | 103  | 39     |
| 7 | AD Infante                              | 24 | 11 | 13 | 1706 | 1673 | 33   | 35     |
| 8 | ESET Ontinet                            | 24 | 10 | 14 | 1746 | 1780 | -34  | 34     |
| 9 | CB Ifach Calpe                          | 24 | 9  | 15 | 1724 | 1801 | -77  | 33     |
| 10 | Organic Ager CB Begastri                | 24 | 7  | 17 | 1806 | 1885 | -79  | 31     |
| 11 | SCD Carolinas                           | 24 | 7  | 17 | 1421 | 1664 | -243 | 31     |
| 12 | CB Ilicitano - Caja Rural Central       | 24 | 5  | 19 | 1629 | 1841 | -212 | 29     |
| 13 | CB Jorge Juan Tártaros Gonzalo Castelló | 24 | 1  | 23 | 1378 | 1853 | -475 | 25     |
| Fuente: Federación Española de Baloncesto: Clasificación de la Liga EBA - Grupo E-B; actualización automática |                                         |    |    |    |      |      |      |        |

#### Grupo E-Final Conferencia
|  | Final Conferencia E          |    |
|  |                              |    |
|  | 29 de abril de 2023          |    |
|  |                              |    |
|  | Refitel Bàsquet Llíria (1.º) | 81 |
|  | Refitel Bàsquet Llíria (1.º) | 81 |
|  | Proinbeni UPB Gandía (2.º)   | 72 |
|  | Proinbeni UPB Gandía (2.º)   | 72 |
|  |                              |    |
|  |                              |    |
|  |                              |    |
|  | Mejor 2.º                    |    |
|  |                              |    |
|  | 30 de abril de 2023          |    |
|  |                              |    |
|  | CB Puerto Sagunto (3.º)      | 56 |
|  | CB Puerto Sagunto (3.º)      | 56 |
|  | Sercomosa Molina Basket      | 53 |
|  | Sercomosa Molina Basket      | 53 |

#### Grupo E-Permanencia
|  | Eliminatoria de permanencia                          | Eliminatoria de permanencia       | Eliminatoria de permanencia | Eliminatoria de permanencia |                   |  | Descienden | Descienden | Descienden |  |
|  | 30 de abril de 2023 (ida) 6 de mayo de 2023 (vuelta) |                                   |                             |                             |                   |  |            |            |            |  |
|  |                                                      |                                   |                             |                             |                   |  |            |            |            |  |
|  |                                                      |                                   |                             |                             |                   |  |            |            |            |  |
|  | 12.º E-A                                             | CBC Manises-Quart                 | 65                          | 58                          |                   |  |            |            |            |  |
|  | 12.º E-A                                             | CBC Manises-Quart                 | 65                          | 58                          |                   |  |            |            |            |  |
|  | 11.º E-B                                             | SCD Carolinas                     | 75                          | 74                          |                   |  |            |            |            |  |
|  | 11.º E-B                                             | SCD Carolinas                     | 75                          | 74                          | CBC Manises-Quart |  |            |            |            |  |
|  |                                                      |                                   |                             |                             |                   |  |            |            |            |  |
|  |                                                      |                                   | CB Aldaia                   |                             |                   |  |            |            |            |  |
|  | 12.º E-B                                             | CB Ilicitano - Caja Rural Central | 69                          | 79                          |                   |  |            |            |            |  |
|  | 12.º E-B                                             | CB Ilicitano - Caja Rural Central | 69                          | 79                          |                   |  |            |            |            |  |
|  | 11.º E-A                                             | CB Aldaia                         | 65                          | 72                          |                   |  |            |            |            |  |
|  | 11.º E-A                                             | CB Aldaia                         | 65                          | 72                          |                   |  |            |            |            |  |
|  |                                                      |                                   |                             |                             |                   |  |            |            |            |  |

#### Participantes a la Fase final de la conferencia E
| Bandera de la Comunidad Valenciana | Bandera de la Comunidad Valenciana | Bandera de la Comunidad Valenciana |
| Refitel Bàsquet Llíria             | Proinbeni UPB Gandía               | CB Puerto Sagunto                  |
| Clasificado como 1.º E             | Clasificado como 2.º E             | Clasificado como 3.º E             |
| ---------------------------------- | ---------------------------------- | ---------------------------------- |

## Fase final
Los 16 equipos clasificados fueron divididos en cuatro grupos de cuatro equipos, jugando un formato de todos contra todos a una sola vuelta.
La organización de las Fases Finales de Liga EBA fueron asignadas a las sedes en Llucmajor y Huelva.
El ganador de cada grupo ascendería a LEB Plata. Los cuatro segundos jugarían una repesca para definir los otros dos ascensos.

### Grupo A

#### Subgrupo 1
| Pos                                                                                        | Grp | Equipo                    | PJ | G | P | PF  | PC  | +/- | Pts | Ascenso              |
| ------------------------------------------------------------------------------------------ | --- | ------------------------- | -- | - | - | --- | --- | --- | --- | -------------------- |
| 1.º                                                                                        | 2C  | Pajarraco CB Santfeliuenc | 3  | 2 | 1 | 238 | 217 | 21  | 5   | Asciende a LEB Plata |
| 2.º                                                                                        | 1D  | Ciudad de Huelva          | 3  | 2 | 1 | 201 | 186 | 15  | 5   | Repesca              |
| 3.º                                                                                        | 3B  | Uros de Rivas             | 3  | 1 | 2 | 192 | 213 | -21 | 4   |                      |
| 4.º                                                                                        | 3E  | CB Puerto Sagunto         | 3  | 1 | 2 | 206 | 221 | -15 | 4   |                      |
| Fuente: Federación Española de Baloncesto: Fase Final - Grupo 1A; actualización automática |     |                           |    |   |   |     |     |     |     |                      |

| 11 de mayo de 2023 - 17:00 (UTC +2) Jornada 1 | Pajarraco CB Santfeliuenc                                                                     | 78–59                      | Uros de Rivas                                                                           | Huelva |  |
|                                               | Parciales: 18-20, 16-15, 26-10, 18-14                                                         |                            |                                                                                         | |  |
|                                               | Estadísticas A. Codinachs 13 A. Codinachs 7 G. Expósito 10 G. Expósito, M. Diop 20 (MVP/Val.) | Reporte Pts Reb Asts Otros | Estadísticas 12 C. Bivolaru 6 S. Idris, D. García 6 A. Torres (MVP/Val.) 13 C. Bivolaru | Pabellón: Polideportivo Andrés Estrada Árbitros: PALAZÓN RAMOS, Sergio EXPÓSITO RUF, Juan Antonio Televisión: canalfeb.tv |  |

| 11 de mayo de 2023 - 19:00 (UTC +2) Jornada 1 | CB Puerto Sagunto                                                     | 50–64                      | Ciudad de Huelva                                                                            | Huelva |  |
|                                               | Parciales: 14-20, 11-19, 18-6, 7-19                                   |                            |                                                                                             | |  |
|                                               | Estadísticas C. Sales 17 P. Bono 10 C. Sales 5 C. Sales 24 (MVP/Val.) | Reporte Pts Reb Asts Otros | Estadísticas 14 F. Cárdenas, J. Morales 15 J. Morales 4 J. Morales (MVP/Val.) 27 J. Morales | Pabellón: Polideportivo Andrés Estrada Árbitros: GONZÁLEZ ZUMAJO, Jorge RUIZ RAMÍREZ-CRUZADO, Christian Televisión: canalfeb.tv |  |

| 12 de mayo de 2023 - 17:00 (UTC +2) Jornada 2 | Uros de Rivas                                                                 | 67–61                      | CB Puerto Sagunto                                                                          | Huelva |  |
|                                               | Parciales: 26-14, 16-15, 8-15, 17-17                                          |                            |                                                                                            | |  |
|                                               | Estadísticas C. Bivolaru 18 D. García 9 A. Torres 3 C. Bivolaru 15 (MVP/Val.) | Reporte Pts Reb Asts Otros | Estadísticas 12 P. Bono, H. Gómez, C. Sales 13 P. Bono 4 A. Monrabal (MVP/Val.) 25 P. Bono | Pabellón: Polideportivo Andrés Estrada Árbitros: LEZCANO, Leandro Nicolás BROSA MITJAVILA, Albert Televisión: canalfeb.tv |  |

| 12 de mayo de 2023 - 19:00 (UTC +2) Jornada 2 | Pajarraco CB Santfeliuenc                                                      | 70–63                      | Ciudad de Huelva                                                                                               | Huelva |  |
|                                               | Parciales: 22-18, 14-21, 22-10, 12-14                                          |                            | | |  |
|                                               | Estadísticas G. Exposito 18 A. Codinachs 7 M. Diop 3 G. Exposito 17 (MVP/Val.) | Reporte Pts Reb Asts Otros | Estadísticas 16 J. Morales 11 F. Ristori 2 E. Nickerson, A. Garcia Quilez, J. Morales (MVP/Val.) 22 J. Morales | Pabellón: Polideportivo Andrés Estrada Árbitros: LUQUIN LORENTE, Iñaki DEL BAÑO MILLAN, Ivan Televisión: canalfeb.tv |  |

| 13 de mayo de 2023 - 17:00 (UTC +2) Jornada 3 | CB Puerto Sagunto                                                     | 95–90                      | Pajarraco CB Santfeliuenc                                                                 | Huelva |  |
|                                               | Parciales: 27-20, 21-28, 25-20, 22-22                                 |                            |                                                                                           | |  |
|                                               | Estadísticas C. Sales 32 P. Bono 12 C. Sales 3 C. Sales 35 (MVP/Val.) | Reporte Pts Reb Asts Otros | Estadísticas 20 J Zanca 6 F. Llorens 5 G. Exposito, V. Castellon (MVP/Val.) 23 F. Llorens | Pabellón: Polideportivo Andrés Estrada Árbitros: LOPEZ LUIS, Alvaro BETANZOS GARCIA, Juan Jesus Televisión: canalfeb.tv |  |

| 13 de mayo de 2023 - 19:00 (UTC +2) Jornada 3 | Ciudad de Huelva                                                         | 74–66                      | Uros de Rivas                                                             | Huelva |  |
|                                               | Parciales: 19-22, 24-12, 9-14, 22-18                                     |                            |                                                                           | |  |
|                                               | Estadísticas P. Sow 16 E. Nickerson 8 F. Cardenas 5 P. Sow 18 (MVP/Val.) | Reporte Pts Reb Asts Otros | Estadísticas 13 D. Colado 6 C. Bivolaru 6 D. Avila (MVP/Val.) 18 D. Avila | Pabellón: Polideportivo Andrés Estrada Árbitros: PASTOR SELLERS, Javier CHUECA MORENO, Adriana Televisión: canalfeb.tv |  |

#### Subgrupo 2
| Pos                                                                                        | Grp | Equipo                    | PJ | G | P | PF  | PC  | +/- | Pts | Ascenso              |
| ------------------------------------------------------------------------------------------ | --- | ------------------------- | -- | - | - | --- | --- | --- | --- | -------------------- |
| 1.º                                                                                        | 3C  | UE Mataró - Homs          | 3  | 2 | 1 | 232 | 206 | 26  | 5   | Asciende a LEB Plata |
| 2.º                                                                                        | 3D  | Huelva Comercio Viridis   | 3  | 2 | 1 | 244 | 221 | 23  | 5   | Repesca              |
| 3.º                                                                                        | 1E  | Refitel Bàsquet Llíria    | 3  | 2 | 1 | 221 | 232 | -11 | 5   |                      |
| 4.º                                                                                        | 2A  | Ucoga Seguros CB Chantada | 3  | 0 | 3 | 189 | 227 | -38 | 3   |                      |
| Fuente: Federación Española de Baloncesto: Fase Final - Grupo 2A; actualización automática |     |                           |    |   |   |     |     |     |     |                      |

| 11 de mayo de 2023 - 11:00 (UTC +2) Jornada 1 | UE Mataró - Homs                                                           | 67–53                      | Ucoga Seguros CB Chantada                                                                 | Huelva |  |
|                                               | Parciales: 11-20, 19-9, 14-11, 23-13                                       |                            |                                                                                           | |  |
|                                               | Estadísticas J. Juanola 22 O. Touré 12 I. Ariño 3 O. Herrero 20 (MVP/Val.) | Reporte Pts Reb Asts Otros | Estadísticas 17 C. Noguerol 7 A. Rodríguez 3 C. Iglesias (MVP/Val.) 23 J. Orellano Moreno | Pabellón: Polideportivo Andrés Estrada Árbitros: BETANZOS GARCÍA, Juan Jesús PASTOR SELLERS, Javier Televisión: canalfeb.tv |  |

| 11 de mayo de 2023 - 13:00 (UTC +2) Jornada 1 | Huelva Comercio Viridis                                                   | 75–77                      | Refitel Bàsquet Lliria                                                                 | Huelva |  |
|                                               | Parciales: 16-21, 20-19, 15-15, 24-22                                     |                            |                                                                                        | |  |
|                                               | Estadísticas G. Boahen 19 A. Fadika 9 G. Boahen 6 G. Boahen 25 (MVP/Val.) | Reporte Pts Reb Asts Otros | Estadísticas 13 M. Montilla 8 S. Ndoye 6 V. Pérez (MVP/Val.) 15 M. Montilla, V. Faubel | Pabellón: Polideportivo Andrés Estrada Árbitros: CHUECA MORENO, Adriadna LÓPEZ LUIS, Álvaro Televisión: canalfeb.tv |  |

| 12 de mayo de 2023 - 11:00 (UTC +2) Jornada 2 | Refitel Bàsquet Lliria                                                     | 71–87                      | UE Mataró - Homs                                                               | Huelva |  |
|                                               | Parciales: 23-19, 20-23, 12-23, 16-22                                      |                            |                                                                                | |  |
|                                               | Estadísticas C. Cerdán 21 C. Cerdán 9 J. Ródenas 5 C. Cerdán 30 (MVP/Val.) | Reporte Pts Reb Asts Otros | Estadísticas 21 J. Juanola 12 P. Cánovas 5 P. Cánovas (MVP/Val.) 21 P. Cánovas | Pabellón: Polideportivo Andrés Estrada Árbitros: EXPÓSITO RUF, Juan Antonio GONZÁLEZ ZUMAJO, Jorge Televisión: canalfeb.tv |  |

| 12 de mayo de 2023 - 13:00 (UTC +2) Jornada 2 | Huelva Comercio Viridis                                                              | 87–66                      | Ucoga Seguros CB Chantada                                                     | Huelva |  |
|                                               | Parciales: 25-11, 18-23, 17-16, 27-16                                                |                            |                                                                               | |  |
|                                               | Estadísticas A. Artiles 19 A. Fadika 6 G. Boahen, A. Matos 3 G. Boahen 19 (MVP/Val.) | Reporte Pts Reb Asts Otros | Estadísticas 16 H. Rey 11 C. Iglesias 7 C. Iglesias (MVP/Val.) 23 C. Iglesias | Pabellón: Polideportivo Andrés Estrada Árbitros: RUIZ RAMÍREZ-CRUZADO, Christian PALAZÓN RAMOS, Sergio Televisión: canalfeb.tv |  |

| 13 de mayo de 2023 - 11:00 (UTC +2) Jornada 3 | Ucoga Seguros CB Chantada                                              | 70–73                      | Refitel Bàsquet Lliria                                                   | Huelva |  |
|                                               | Parciales: 17-19, 20-13, 21-21, 12-20                                  |                            |                                                                          | |  |
|                                               | Estadísticas A. Díaz 13 A. Díaz 11 C. Noguerol 8 A. Díaz 23 (MVP/Val.) | Reporte Pts Reb Asts Otros | Estadísticas 20 C. Cerdán 8 S. Ndoye 6 C. Cerdán (MVP/Val.) 24 C. Cerdán | Pabellón: Polideportivo Andrés Estrada Árbitros: DEL BAÑO MILLÁN, Iván LEZCANO, Leandro Nicolás Televisión: canalfeb.tv |  |

| 13 de mayo de 2023 - 13:00 (UTC +2) Jornada 3 | UE Mataró - Homs                                                                     | 78–82                      | Huelva Comercio Viridis                                                     | Huelva |  |
|                                               | Parciales: 15-16, 24-24, 20-18, 19-24                                                |                            |                                                                             | |  |
|                                               | Estadísticas J. Juanola 17 O. Touré 11 J. Juanola, I. Ariño 4 O. Touré 18 (MVP/Val.) | Reporte Pts Reb Asts Otros | Estadísticas 28 A. Artiles 10 G. Boahen 5 G. Boahen (MVP/Val.) 27 G. Boahen | Pabellón: Polideportivo Andrés Estrada Árbitros: BROSA MITJAVILA, Albert LUQUIN LORENTE, Iñaki Televisión: canalfeb.tv |  |

### Grupo B

#### Subgrupo 3
| Pos                                                                                        | Grp | Equipo                   | PJ | G | P | PF  | PC  | +/- | Pts | Ascenso              |
| ------------------------------------------------------------------------------------------ | --- | ------------------------ | -- | - | - | --- | --- | --- | --- | -------------------- |
| 1.º                                                                                        | 4C  | Ibersol CB Tarragona     | 3  | 3 | 0 | 257 | 218 | 39  | 6   | Asciende a LEB Plata |
| 2.º                                                                                        | 1A  | LBC Cocinas.com          | 3  | 2 | 1 | 239 | 216 | 23  | 5   | Repesca              |
| 3.º                                                                                        | 2D  | Colegio El Pinar         | 3  | 1 | 2 | 209 | 234 | -25 | 4   |                      |
| 4.º                                                                                        | 2B  | Cabezuelo CB Socuéllamos | 3  | 0 | 3 | 194 | 231 | -37 | 3   |                      |
| Fuente: Federación Española de Baloncesto: Fase Final - Grupo 3B; actualización automática |     |                          |    |   |   |     |     |     |     |                      |

| 11 de mayo de 2023 - 11:00 (UTC +2) Jornada 1 | LBC Cocinas.com                                                                  | 93–67                      | Colegio El Pinar                                                                                     | Llucmajor, (Palma de Mallorca)                                                                                                  |  |
|                                               | Parciales: 22-19, 24-17, 22-19, 25-12                                            |                            | | |  |
|                                               | Estadísticas J. Lacunza 17 E. Silva 6 A. Calvo, B. Gago 6 A. Calvo 22 (MVP/Val.) | Reporte Pts Reb Asts Otros | Estadísticas 25 P. Ibáñez 8 A. Martín de Soto, C. Cobos 7 C. Cobos (MVP/Val.) 20 C. Cobos, P. Ibáñez | Pabellón: Poliesportiu Municipal de Llucmajor Árbitros: FERNÁNDEZ REQUEJO, Diego GÓMEZ LUQUE, Alejandro Televisión: canalfeb.tv |  |

| 11 de mayo de 2023 - 13:00 (UTC +2) Jornada 1 | Cabezuelo CB Socuéllamos                                                     | 77–84                      | Ibersol CB Tarragona                                                        | Llucmajor, (Palma de Mallorca) |  |
|                                               | Parciales: 10-15, 17-14, 19-15, 21-23 (T.E.: 10-17)                          |                            |                                                                             | |  |
|                                               | Estadísticas P. Nkidjim 17 P. Nkidjim 9 K. Kutta 10 P. Nkidjim 21 (MVP/Val.) | Reporte Pts Reb Asts Otros | Estadísticas 22 F. Moreno 12 O. Ndour 8 D. Fernández (MVP/Val.) 27 O. Ndour | Pabellón: Poliesportiu Municipal de Llucmajor Árbitros: CASTILLO MORALES, Antonio Miguel PINYOL FUERTES, Roger Televisión: canalfeb.tv |  |

| 12 de mayo de 2023 - 11:00 (UTC +2) Jornada 2 | Colegio El Pinar                                                                   | 74–48                      | Cabezuelo CB Socuéllamos                                                        | Llucmajor, (Palma de Mallorca)                                                                                                  |  |
|                                               | Parciales: 25-12, 18-19, 11-10, 20-7                                               |                            |                                                                                 | |  |
|                                               | Estadísticas P. Ibáñez 20 G. López 11 A. Martín, C. Cobos 4 C. Cobos 29 (MVP/Val.) | Reporte Pts Reb Asts Otros | Estadísticas 13 J. Mejía 7 G. Elías 5 R. Martí (MVP/Val.) 13 G. Elías, R. Martí | Pabellón: Poliesportiu Municipal de Llucmajor Árbitros: PÉREZ NAVARRO, Abraham GARCÍA BALZATEGUI, Gorka Televisión: canalfeb.tv |  |

| 12 de mayo de 2023 - 13:00 (UTC +2) Jornada 2 | LBC Cocinas.com                                                       | 73–80                      | Ibersol CB Tarragona                                                         | Llucmajor, (Palma de Mallorca)                                                                                                  |  |
|                                               | Parciales: 20-15, 11-16, 10-12, 21-19 (T.E.: 11-18)                   |                            |                                                                              | |  |
|                                               | Estadísticas J. Tomás 17 J. Tomás 9 A. Calvo 9 A. Calvo 23 (MVP/Val.) | Reporte Pts Reb Asts Otros | Estadísticas 19 D. Fernández 11 O. Ndour 4 D. Tugores (MVP/Val.) 22 O. Ndour | Pabellón: Poliesportiu Municipal de Llucmajor Árbitros: TERNERO MARTÍN, Alberto ALCAÑIZ MONTIU, Guillem Televisión: canalfeb.tv |  |

| 13 de mayo de 2023 - 11:00 (UTC +2) Jornada 3 | Cabezuelo CB Socuéllamos                                               | 69–73                      | LBC Cocinas.com                                                                     | Llucmajor, (Palma de Mallorca)                                                                                                 |  |
|                                               | Parciales: 27-10, 10-26, 15-15, 17-22                                  |                            |                                                                                     | |  |
|                                               | Estadísticas K. Kutta 18 A. Semedo 9 J. Mejía 4 J. Mejía 17 (MVP/Val.) | Reporte Pts Reb Asts Otros | Estadísticas 23 B. Gago 6 J. Lacunza, B. Arévalo 6 B. Arévalo (MVP/Val.) 26 B. Gago | Pabellón: Poliesportiu Municipal de Llucmajor Árbitros: GÓMEZ LUQUE, Alejandro DIMITROV ZANKOV, Marian Televisión: canalfeb.tv |  |

| 13 de mayo de 2023 - 13:00 (UTC +2) Jornada 3 | Ibersol CB Tarragona                                                       | 93–68                      | Colegio El Pinar                                                       | Llucmajor, (Palma de Mallorca)                                                                                                |  |
|                                               | Parciales: 26-18, 17-20, 26-16, 24-14                                      |                            |                                                                        | |  |
|                                               | Estadísticas A. Duch 18 O. Ndour 8 D. Fernández 9 D. Tugores 21 (MVP/Val.) | Reporte Pts Reb Asts Otros | Estadísticas 21 C. Cobos 8 A. Martín 4 C. Cobos (MVP/Val.) 21 C. Cobos | Pabellón: Poliesportiu Municipal de Llucmajor Árbitros: ARAQUE CÁCERES, Mauro VALLE IGLESIAS, José M. Televisión: canalfeb.tv |  |

#### Subgrupo 4
| Pos                                                                                        | Grp | Equipo                          | PJ | G | P | PF  | PC  | +/- | Pts | Ascenso              |
| ------------------------------------------------------------------------------------------ | --- | ------------------------------- | -- | - | - | --- | --- | --- | --- | -------------------- |
| 1.º                                                                                        | 1C  | Palmer Basket Mallorca          | 3  | 3 | 0 | 267 | 201 | 66  | 6   | Asciende a LEB Plata |
| 2.º                                                                                        | 1B  | NCS Alcobendas                  | 3  | 2 | 1 | 251 | 225 | 26  | 5   | Repesca              |
| 3.º                                                                                        | 2E  | Proinbeni UPB Gandía            | 3  | 1 | 2 | 213 | 252 | -39 | 4   |                      |
| 4.º                                                                                        | 3A  | Mundioma Marín Ence Peixegalego | 3  | 0 | 3 | 171 | 224 | -53 | 3   |                      |
| Fuente: Federación Española de Baloncesto: Fase Final - Grupo 4B; actualización automática |     |                                 |    |   |   |     |     |     |     |                      |

| 11 de mayo de 2023 - 17:00 (UTC +2) Jornada 1 | NCS Alcobendas                                                                | 94–71                      | Proinbeni UPB Gandía                                                                                       | Llucmajor, (Palma de Mallorca)                                                                                                 |  |
|                                               | Parciales: 32-17, 24-17, 17-15, 21-22                                         |                            | | |  |
|                                               | Estadísticas E. Martínez 17 I. Ibáñez 9 O. Herrero 8 O. Herrero 19 (MVP/Val.) | Reporte Pts Reb Asts Otros | Estadísticas 16 A. Requena, A. Terrades 11 A. Terrades 4 J. Merencio, A. Requena (MVP/Val.) 26 A. Terrades | Pabellón: Poliesportiu Municipal de Llucmajor Árbitros: DIMITROV ZANKOV, Marian PEREZ NAVARRO, Abraham Televisión: canalfeb.tv |  |

| 11 de mayo de 2023 - 19:00 (UTC +2) Jornada 1 | Palmer Basket Mallorca                                                      | 83–43                      | Mundioma Marín Ence Peixegalego                                                                                | Llucmajor, (Palma de Mallorca)                                                                                                  |  |
|                                               | Parciales: 18-6, 26-16, 18-13, 21-8                                         |                            | | |  |
|                                               | Estadísticas A. Vicens 16 A. Vicens 10 A. Adrover 6 A. Vicens 19 (MVP/Val.) | Reporte Pts Reb Asts Otros | Estadísticas 10 K. van Wijk 7 A. Figueira 3 J. de Benito, J. Domínguez, A. Filgueira (MVP/Val.) 16 K. van Wijk | Pabellón: Poliesportiu Municipal de Llucmajor Árbitros: HORMIGO CASELLES; Abraham ARAQUE CÁCERES, Mauro Televisión: canalfeb.tv |  |

| 12 de mayo de 2023 - 17:00 (UTC +2) Jornada 2 | Mundioma Marín Ence Peixegalego                                                      | 63–72                      | NCS Alcobendas                                                                          | Llucmajor, (Palma de Mallorca)                                                                                                 |  |
|                                               | Parciales: 21-12, 13-21, 12-18, 17-21                                                |                            |                                                                                         | |  |
|                                               | Estadísticas K. van Wijk 20 A. Filgueira 13 J. de Benito 6 K. van Wijk 26 (MVP/Val.) | Reporte Pts Reb Asts Otros | Estadísticas 22 J. Tejera 6 E. Martínez 3 J. Tejera, O. Herrero (MVP/Val.) 17 J. Tejera | Pabellón: Poliesportiu Municipal de Llucmajor Árbitros: PINYOL FUERTES, Roger FERNÁNDEZ REQUEJO, Diego Televisión: canalfeb.tv |  |

| 12 de mayo de 2023 - 19:00 (UTC +2) Jornada 2 | Palmer Basket Mallorca                                                       | 93–73                      | Proinbeni UPB Gandía                                                         | Llucmajor, (Palma de Mallorca) |  |
|                                               | Parciales: 27-14, 24-20, 15-19, 27-20                                        |                            |                                                                              | |  |
|                                               | Estadísticas K. Sherman 21 K. Sherman 9 P Olivier 5 K. Sherman 30 (MVP/Val.) | Reporte Pts Reb Asts Otros | Estadísticas 21 A.Terrades 6 L. McGuirk 4 J. Soler (MVP/Val.) 20 A. Terrades | Pabellón: Poliesportiu Municipal de Llucmajor Árbitros: VALLE IGLESIAS, José M. CASTILLO MORALES, Antonio Miguel Televisión: canalfeb.tv |  |

| 13 de mayo de 2023 - 17:00 (UTC +2) Jornada 3 | Proinbeni UPB Gandía                                                                         | 69–65                      | Mundioma Marín Ence Peixegalego                                                       | Llucmajor, (Palma de Mallorca) |  |
|                                               | Parciales: 16-12, 19-15, 14-15, 20-23                                                        |                            |                                                                                       | |  |
|                                               | Estadísticas J. Hernández, J. Soler 14 B. Soriano 9 J. Hernández 6 A. Terrades 24 (MVP/Val.) | Reporte Pts Reb Asts Otros | Estadísticas 16 J. Domínguez 11 A. Filgueira 7 J. de Benito (MVP/Val.) 21 K. van Wijk | Pabellón: Poliesportiu Municipal de Llucmajor Árbitros: ALCAÑIZ MONTIU, Guillem HORMIGO CASELLES, Abraham Televisión: canalfeb.tv |  |

| 13 de mayo de 2023 - 19:00 (UTC +2) Jornada 3 | NCS Alcobendas                                                                | 85–91                      | Palmer Basket Mallorca                                                          | Llucmajor, (Palma de Mallorca)                                                                                                   |  |
|                                               | Parciales: 26-12, 15-21, 23-29, 15-17 (T.E.: 6-12)                            |                            |                                                                                 | |  |
|                                               | Estadísticas J. Tejera 28 P. Rodrigo 11 E. Martínez 6 J. Tejera 25 (MVP/Val.) | Reporte Pts Reb Asts Otros | Estadísticas 24 A. Vicens 10 R. Nicholas 4 A. Adrover (MVP/Val.) 26 R. Nicholas | Pabellón: Poliesportiu Municipal de Llucmajor Árbitros: GARCIA BALZATEGUI; Gorka TERNERO MARTIN, Alberto Televisión: canalfeb.tv |  |

### Repesca
| Equipo 1         | Resultado | Equipo 2                |
| ---------------- | --------- | ----------------------- |
| Ciudad de Huelva | 53-70     | Huelva Comercio Viridis |
| LBC Cocinas.com  | 83-89     | NCS Alcobendas          |

| 14 de mayo de 2023 - 13:30 (UTC +2) 1.er partido de la repesca | Ciudad de Huelva                                                                               | 53–70                      | Huelva Comercio Viridis                                                    | Huelva |  |
|                                                                | Parciales: 8-13, 19-14, 16-20, 10-23                                                           |                            |                                                                            | |  |
|                                                                | Estadísticas C. Segui 12 A. García, F. Cardenas, P. Sow 5 F. Cardenas 4 C. Segui 13 (MVP/Val.) | Reporte Pts Reb Asts Otros | Estadísticas 18 G. Boahen 13 C. Gaines 4 G. Boahen (MVP/Val.) 17 G. Boahen | Pabellón: Polideportivo Municipal Andrés Estrada Árbitros: LEZCANO, Leandro Nicolás GONZÁLEZ ZUMAJO, Jorge Televisión: |  |

| 14 de mayo de 2023 - 13:30 (UTC +2) 2º partido de la repesca | LBC Cocinas.com                                                             | 83–89                      | NCS Alcobendas                                                                  | Llucmajor, (Palma de Mallorca)                                                                                       |  |
|                                                              | Parciales: 20-18, 24-22, 14-25, 25-24                                       |                            |                                                                                 | |  |
|                                                              | Estadísticas B. Gago 25 B. Arévalo 14 B. Arévalo 6 B. Arévalo 37 (MVP/Val.) | Reporte Pts Reb Asts Otros | Estadísticas 15 E. Martínez 7 P. Rodrígo 5 P. Rodrígo (MVP/Val.) 23 E. Martínez | Pabellón: Poliesportiu Municipal de Llucmajor Árbitros: GARCÍA BALZATEGUI, Gorka TERNERO MARTÍN, Alberto Televisión: |  |

## Postemporada
Ascendieron a LEB Plata:
- Palmer Basket Mallorca.
- Ibersol CB Tarragona.
- UE Mataró - Homs.
- Pajarraco CB Santfeliuenc.
- Huelva Comercio Viridis.
- Ciudad de Huelva (al comprar la plaza del  Enerparking Basket Navarra que renunció a la LEB Plata).[8]
- Juventud Alcalá Escribano EME (ascendió desde Primera División al permutar la plaza con el  NCS Alcobendas que renunció al ascenso).[5]
- (  NCS Alcobendas renunció al ascenso).[9]

Descendieron de LEB Plata:
- Recambios Gaudí CB Mollet.
- Baskonia B.
- La Antigua CB Tormes.
- Baloncesto Talavera.
- Real Canoe NC.
- CB Cornellà (renunció a la LEB Plata e intercambió su plaza con el  Brisasol - CB Salou).[10]
- (  Brisasol - CB Salou no descendió al intercambiar su plaza con el  CB Cornellà que renunció a la LEB Plata).[10]
- (  Enerparking Basket Navarra renunció a la LEB Plata y desapareció).[11]

Descendieron a Primera División:
| - Tabirako Baqué. - Megacalzado Ardoi. - Rest. Los Arcos CB Solares. - Real Valladolid Baloncesto B. - CB La Flecha. - Real Grupo de Cultura Covadonga. - Construcciones Riveira - EDM A Estrada. |  | - Santo Domingo Betanzos. - PBB Godoy Maceira. - Spanish Basketball Academy. - Jofemesa ADC Boadilla. - Pintobasket. - Estudio. - Inmobiliaria Gálvez Santa Cruz. |  | - Tenea - CB Esparreguera. - FC Martinenc Bàsquet. - CN Helios. - Patria Hispana Seguros Almozara. - CB Agora Portals. - CBC Manises-Quart. - Proyme Alginet B. |

- (  Raisan Pas Piélagos no descendió al intercambiar su plaza con el  CDE Becedo Santander que había conseguido el ascenso a Liga EBA).[14]
- (  CB Quart-Germans Cruz,  Jovens L'Eliana,  CB Jorge Juan Tártaros Gonzalo Castelló y  CB Aldaia  no descendieron al ocupar vacantes).
- (  Bodegón Andalucía CB Cimbis y  Melilla Sport Capital Enrique Soler B no descendieron por la ampliación de la Conferencia D).

Renunciaron a la Liga EBA:
- CB Getafe (renunció a la liga EBA e intercambió su plaza con el  NCS Alcobendas continuando así en la liga EBA).[4]
- Cabezuelo CB Socuéllamos.
- Ecoculture Costa de Almería.
- Torta del Casar Extremadura B.
- CB Ifach Calpe.
- Organic Ager CB Begastri.

Ascendieron desde Primera División:
| - Traumacor Culleredo. - Estudiantes Lugo Río de Galicia. - Universidad de Oviedo. - Caja Rural de Zamora. - CDB Venta de Baños. - Redline Mekanika TAKE. - Ulacia ZKE. - Cesur Distrito Olímpico. - CB Ciudad de Móstoles. - CB Ciudad de Tacoronte. |  | - Bazu Baloncesto Azudense. - CD Basketas Academy Iniesta. - UE Mongat. - SD Espanyol. - CB Alpicat. - CB Octavus. - CB Cuarte de Huerva. - Fibwi Bàsquet Ciutat d'Inca. - CB Andratx. - Hita Plásticos CBA. |  | - Ática Sevilla CB Coria. - Clim. Agr. Peñarroya. - CB Andújar. - Coto Córdoba CB. - Jaén Paraíso Interior FS. - Vítaly La Mar BCBadajoz. - Family Cash NB Xàtiva. - El Pilar - UPV. - CB Estudiantes Cartagena. |

- (  CDE Becedo Santander,  Club Deportivo Carbajosa,   CB Evecan,  CB Ripollet,  Esporles BC, 
 CD Baloncesto Baza,  CD Unión Baloncesto y   CB Altea renunciaron al ascenso).

Accedió a la Liga EBA:
- Tecnocasa CB Salt (accedió a la liga EBA como equipo vinculado del  Bàsquet Girona que le cedió la plaza de su equipo B).[17]

La Liga EBA alcanzaría los 137 equipos en la siguiente temporada.

## Galardones

### Jugador de la jornada
| Jornada | Jugador                  | Equipo                                   | Val. | Ref    |
| ------- | ------------------------ | ---------------------------------------- | ---- | ------ |
| 2-oct.  | Michael Caicedo          | Barça B                                  | 34   | [ 18 ] |
| 9-oct.  | Julien Sargent           | Restaurante Los Arcos CB Solares         | 39   | [ 19 ] |
| 23-oct. | / Kedar Nkosi Wright     | Tobarra CB Gasóleos Sánchez y Murcia     | 45   | [ 20 ] |
| 30-oct. | Alberto López            | Pintobasket                              | 39   | [ 21 ] |
| 6-nov.  | / Kedar Nkosi Wright (2) | Tobarra CB Gasóleos Sánchez y Murcia (2) | 52   | [ 22 ] |
| 13-nov. | Cordell Pemsl            | Cantbasket04                             | 40   | [ 23 ] |
| 20-nov. | / Dorian Aluyi           | Lithium Iberia Sagrado Corazón           | 41   | [ 24 ] |
| 27-nov. | Óscar Díaz               | CB Novaschool Rincón de la Victoria      | 45   | [ 25 ] |
| 4-dic.  | Alberto López (2)        | Pintobasket (2)                          | 41   | [ 26 ] |
| 11-dic. | Devin Wright             | Tu Super CB La Zubia                     | 51   | [ 27 ] |
| 18-dic. | José Fernández           | Organic Ager CB Begastri                 | 41   | [ 28 ] |
| 8-ene.  | Yexian Rubio             | CBC Manises-Quart                        | 52   | [ 29 ] |
| 15-ene. | Ryan Nicholas            | Palmer Basket Mallorca                   | 41   | [ 30 ] |
| 22-ene. | Silvano Merlo            | Grupo Inmapa Filipenses                  | 45   | [ 31 ] |
| 29-ene. | Pau Isern                | Calvo Basket Xiria                       | 44   | [ 32 ] |
| 5-feb.  | Cordell Pemsl (2)        | Cantbasket04 (2)                         | 54   | [ 33 ] |
| 12-feb. | Pablo Bono               | CB Puerto Sagunto                        | 51   | [ 34 ] |
| 19-feb. | Cordell Pemsl (3)        | Cantbasket04 (3)                         | 51   | [ 35 ] |
| 26-feb. | Sergio Martínez          | Corinto Gijón Basket                     | 44   | [ 36 ] |
| 5-mar.  | Cordell Pemsl (4)        | Cantbasket04 (4)                         | 49   | [ 37 ] |
| 12-mar. | Soulemane Chabi Yo       | Posperplast Alfindén                     | 51   | [ 38 ] |
| 19-mar. | Soulemane Chabi Yo       | Posperplast Alfindén                     | 45   | [ 39 ] |
| 26-mar. | Xabier Arroitajauregui   | Tabirako Baqué                           | 46   | [ 40 ] |
| 2-abr.  | Jan Vide                 | Real Madrid B                            | 45   |        |
| 16-abr. | Soulemane Chabi Yo (2)   | Posperplast Alfindén (2)                 | 41   | [ 41 ] |
| 16-abr. | Luis Melián              | CB Fuenlabrada "B"                       | 41   | [ 41 ] |
| 23-abr. | Iago Ibáñez              | NCS Alcobendas                           | 48   | [ 42 ] |
| 30-abr. | Kevin Van Wijk           | Mundioma Marín Ence Peixegalego          | 38   | [ 43 ] |
| 30-abr. | Joaquín Portugués        | Transportes Gobra Güímar                 | 38   | [ 43 ] |